# Leptodontium luteum
Leptodontium luteum är en bladmossart som beskrevs av Mitten 1869. Leptodontium luteum ingår i släktet groddmossor, och familjen Pottiaceae. Inga underarter finns listade i Catalogue of Life.